# Каппа (кривая)

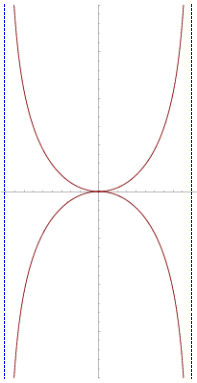
Кривая 4-го порядка «каппа» с асимптотами

Ка́ппа — плоская алгебраическая кривая 4-го порядка, уравнение которой в прямоугольных координатах имеет вид:
{\displaystyle (x^{2}+y^{2})y^{2}=\alpha ^{2}x^{2},}
и в полярных координатах:
{\displaystyle \rho =\alpha \,\mathrm {ctg} \,\varphi .}
Кривая состоит из множества точек касания касательных, проведённых из координатного начала к окружности радиуса {\displaystyle \alpha }, её центр перемещается по оси {\displaystyle Ox}. Кривая симметрична относительно осей {\displaystyle Ox} и {\displaystyle Oy.} Узловая точка с совпадающими касательными {\displaystyle x=0}, асимптоты {\displaystyle y=\pm \alpha } расположена в начале координат. Кривая схожа с греческой буквой κ, отчего и получила своё название.